# Filipenses 1
Filipenses 1 é o primeiro capítulo da Epístola aos Filipenses, de autoria do Apóstolo Paulo, no Novo Testamento da Bíblia.

## Estrutura
A Tradução Brasileira da Bíblia organiza este capítulo da seguinte maneira:
- Filipenses 1:1-2 - Prefácio e saudação
- Filipenses 1:3-11 - Ação de graças e oração pelos filipenses
- Filipenses 1:12-30 - A prisão de Paulo contribui para o proveito do evangelho